# 胎動
胎動 (fetal movement) 指的是胎兒自主性的運動。早於成孕8週，透過超音波掃瞄，我們可以觀察到胎兒的四肢發展逐漸成熟，並且開始有手腳運動、身體轉圈等活動。但由於這時胎兒太細小，其時的胎動孕婦未能夠感覺到。
而整體來說，平均活動次數會根據懷孕週期推移而改變，
- 第8週時，胎動為每12小時60次，但孕婦感覺不到
- 第20週時，胎動為每12小時可達200次
- 第32週時，胎動增加到每12小時575次
- 第40週時，胎動減少到每12小時282次，這是因為晚期胎兒增大，羊水相對減少，胎兒活動空間縮小之故。

平均而言，經產婦（懷胎第二次或以上）平均在懷孕18週就會開始感到胎動。而第一次懷孕的孕婦要到懷孕第20週才會感覺到胎動。隨著孕期推移，除了，次數變得頻繁，胎動亦會逐漸變成十分的明顯。這跟胎兒體積，伸展幅度，肢體力量及孕婦自覺的敏感度有關係。

## 監測胎動
於胎兒困窘（例如因臍帶纏頸導致缺氧）時，胎動次數會先增加，後減少。所以量計胎動次數是孕婦自我監測胎兒健康狀況的最簡易及最常應用的方式。此方法尤其適合用在懷孕中後期，胎動較容易感知時。
目前並沒有一個確切而統一的數值界定胎動次數是正常或異常。 這是因為胎動的次數因人而異，而且每個母親的主觀感受也不同。但依據臨床研究顯示，在懷孕28～43週，母親感覺胎動出現異常往往跟超音波檢測結果異常有密切的相關性。 
由於孕婦對胎動的敏感度差別十分大，所以由她們匯報12小時內能夠感到的胎動次數，由50次至950次都有。落差主要是由於很多時細微的胎動，大部分孕婦都無法察覺得到。但如果胎動能夠持續10秒以上或有較大的動作，又或是孕婦注意力比較集中的時候，這些胎動應該會被感覺到。亦因如此，孕媽媽很多時會說吃完飯後休息時，胎動普遍也會比較明顯。相信這是因血糖升高及休息時思緒較集中。除此之外，一般孕婦回報胎動最頻繁的時間是在晚上9點至凌晨1點之間，未知這是關乎胎兒睡眠週期，抑或晚上孕婦休息靜止時連較微弱的胎動都會感到。所以假使要計算胎動量，孕婦需於同一作息時間才能夠去比較。
根據美國婦產科學會（The Amercian Congress of Obstetricians and Gynaecologists）的指引，計算胎動時，孕婦需要側躺，並把所有能夠感到的胎動都計算在內。孕婦在2小時內應感到至少10次胎動，方才屬"放心"。

## 胎動減少
胎動的減少，很多時並沒有特別原因。但最重要的是要判別是否有胎兒窘迫（fetal distress）的狀況，而以下是可能造成胎兒窘迫的原因：
1. 臍帶壓迫：由於胎兒可以在羊水內自由翻動，因此發生胎兒臍帶繞頸的現象並不少見，足月時有３成胎兒有此情況。但是繞的程度有鬆緊之分。即使繞兩三圈，但只要是鬆鬆的，很少會造成胎兒窘迫；然而就算只有一個圈，但如果纏繞得太緊或打了死結，就會造成胎兒缺氧、甚至死亡。
2. 胎盤早期剝離：若在產期發生胎盤剝離，胎兒的血液會缺氧。可導致即時的生命危險（死胎）。常見的症狀是孕婦有劇烈的腹痛，合併大量陰道出血和胎兒心跳減速。此情況為懷孕的急症。
3. 孕婦發燒：如果孕婦的體溫超過38℃以上，而正處退燒時間，為降低體溫，孕婦身體周邊血流量增加，但相反子宮和胎盤的血流量減少，自然胎兒也會變得少動。
4. 孕婦服用鎮定劑：藥物會經胎盤傳到胎兒，將會導致胎兒活動力減低。
5. 胎盤功能不佳：這會造成胎盤供給胎兒的氧氣不足，胎動因而減緩。例子包括吸煙，妊娠毒血症等。

一般來說，胎動在懷孕末期（大概36至40週）會因胎兒活動空間減少而減少胎動，雖屬正常狀況，但也不可因此而輕忽。若是如前述方法認真地計算胎動仍是大幅度地減少，則須儘快到醫院進一步確認是否有胎兒窘迫的情形。
雖然在目前為止的臨床研究中，計算胎動並無法完全預防胎死腹中或因缺氧而導致的腦癱，但這是準媽媽唯一能以非儀器方式感受到的警訊。越接近預產期，以上所提及的併發症發生機會越大，所以更需要注意胎動！

## 其他監測方法
相對於數胎動，量度胎心率較方便，亦較受孕婦歡迎。
正常的胎兒心率隨子宮內環境的不同，時刻改變。胎心率的變化正正反映中樞神經系統調節機能正常，同時代表胎兒在子宮內狀態良好。而胎兒窘迫會先影響胎心跳率（升高），胎動才減少。持續缺氧會使胎心跳率降低，胎動停止。胎心監護的目的就是儘早發現胎兒窘迫，在胎兒尚未受到不可逆轉性的損傷前，採取有效的急救措施，包括為胎兒及時娩出，能夠避免發生影響其終身的損傷。
現在提倡的胎兒家庭監護，其主要內容就是利用胎心機每天早、中、晚三次，每次2至3分鐘，監測胎心率是否在正常範圍，即每分鐘120～160次，以了解胎兒的健康情況。如果時間充裕，還可同時監測胎心率和胎動變化的相關性，可更加確切了解胎兒的狀況。如以前有不良產史，或本次有併發症（如妊娠高血壓、胎位不正、臍帶繞頸、糖尿病及感染等），更應堅持恆常監測。不幸發現胎心率及胎動異常時，立刻去醫院檢查治療。
現在已有多個大規模的醫學隨訪，證實合併式胎兒家居自我監護可實現減少母嬰併發症機率。